# Günther Klein

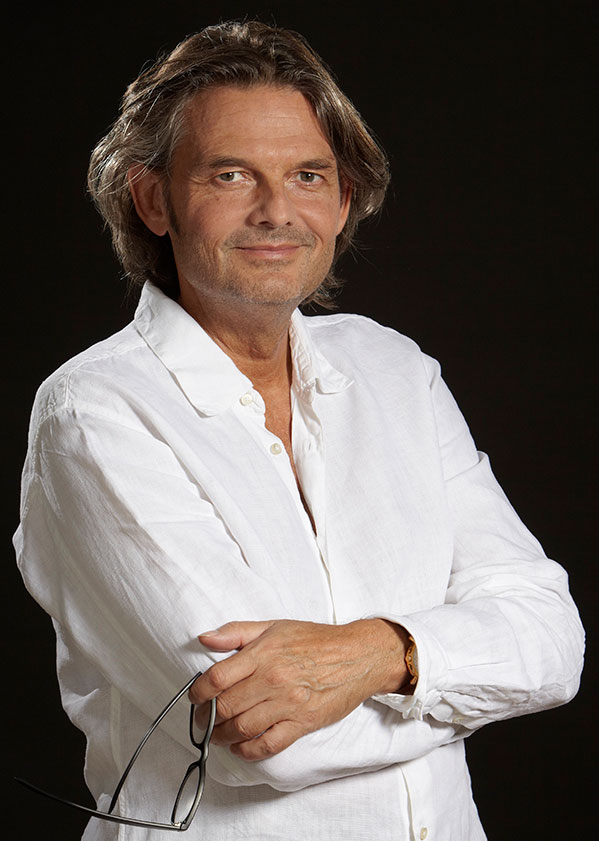
Günther Klein 2013

Günther Klein (* 28. September 1956 in Flensburg) ist ein deutscher Regisseur, Autor und Hochschuldozent.

## Leben und Wirken
Günther Klein wurde in Flensburg geboren und bekam schon mit neun Jahren eine 8-mm-Filmkamera geschenkt. Das Filmemachen wurde nun zu seiner Passion. Nach dem Abitur am Alten Gymnasium Flensburg studierte er Evangelische Theologie, Journalistik und Öffentliches Recht in München, Wien und Mainz. Daneben arbeitete er regelmäßig als Autor und Regisseur für den Bayerischen Rundfunk, den RIAS Berlin und den SWR. Ab Mitte der 1980er Jahre war er Autor und Regisseur der ZDF-Reihe ‚Reisebilder aus der DDR‘, einer der ersten kulturübergreifenden Fernsehreihen zwischen der Bundesrepublik Deutschland und der DDR.
Für den SWR Mainz schuf er in dieser Zeit zahlreiche fiktionale Features und Dokumentationen, darunter auch das kleine Fernsehspiel ‚Eifel‘, das 1988 mit der Belobigung des Prix Europa als Programm des Jahres ausgezeichnet wurde.
Von 1991 bis 2005 leitete Günther Klein die Redaktion der IFAGE-Tellux-Film in Wiesbaden und entwickelte in Zusammenarbeit mit dem ZDF die ersten erfolgreichen, dokufiktionalen Primetime-Programme, die unter dem Label ‚Terra X‘ bis heute ein großes Publikum finden.
Unter seiner konzeptionellen Leitung und Mitwirkung als Autor und Regisseur entstanden innovative dokufiktionale Fernsehreihen, wie die 13-teilige ARD-Milleniumsreihe ‚2000 Jahre Christentum‘, die 2001 mit dem Bayerischen Fernsehpreis ausgezeichnet wurde. In Zusammenarbeit mit dem ZDF konzipierte er die Reihen ‚Terra X: Imperium‘ mit dem Schauspieler Maximilian Schell, Quo vadis‘, ‚Sphinx – Geheimnisse der Geschichte‘,  ‚Grün und Bunt‘, ‚Giganten‘ und zuletzt im Jahr 2013 ‚Die Geschichte der Schönheit‘ mit der Schauspielerin Senta Berger.
Seit 2006 unterrichtet Günther Klein an der Hochschule RheinMain. Er vertritt die Professur ‚Film‘ im Studiengang Kommunikationsdesign und ist Mentor der ‚Masterclass Non-Fiction‘ an der IFS Köln / Internationale Filmschule Köln.
Von Günther Klein gibt es zahlreiche publizistische Veröffentlichungen, hauptsächlich zu den von ihm behandelten Filmthemen.

## Filmografie
| - 1986: 2016 – Deutschland in 30 Jahren - 1987: Haus Mainz, Haifa - 1988: Roter Mohn - 1988: Eifel (Fernsehfilm) - 1988: Der Primas Kardinal Glemp und das katholische Polen (Fernsehdokumentation) - 1988: Der Hauptmann von Luxemburg (Fernsehfilm) - 1989: Rügen – Was dem Herrgott von der Kelle fiel (Dokumentation) - 1989: Wo Hitler und Goethe tafelten (Fernsehdokumentation) - 1987–1990: Reisebilder aus der DDR (Fernsehdokumentarserie) - Die Sänger von Finsterwalde (1990) - Wie die Schweiz nach Sachsen geriet (1990) - Die Marlitt oder der Tod in Arnstadt (1987) - 1991: Höhlen, Hexen, Heiligtümer (Fernsehdokumentation) - 1992: Denn wer kämpft für das Recht der hat immer recht (Fernsehdokumentation) - 1992: Leinen los – Segelschiffe - 1992: 37 Grad – Moldawien, bloß ein Name? - 1997: Grün und bunt (Fernsehdokumentarserie) - 1998: Höllenfahrten (Fernsehdokumentarserie) - Der eiskalte Traum (1998) - 1998: Hitlers Krieger (Fernsehdokumentarserie) - Udet – Der Flieger (1998) - 2000: 2000 Jahre Christentum - Chancen und Gefahren (2000) - This Side of Heaven (1999) - 2000: Kap des Schreckens (Fernsehfilm) - 2001: Hitlers Frauen (Fernsehdokumentarserie) - Marlene Dietrich – Die Gegnerin (2001) - 2002 Die Nervenprobe – Kuba-Krise '62 (Fernsehdokumentation) | - 1994–2003 Sphinx – Geheimnisse der Geschichte (Fernsehdokumentarserie) - Mythos Babylon (2003) - Spartacus – Gladiator gegen Rom (2002) - Nostradamus-Prophet des Untergangs (1999) - Tauchfahrt zu Kleopatra (1997) - Ewigkeit aus Menschenhand – Die 7 Weltwunder (1997) - Wikinger – Genies aus der Kälte (1996) - Kleopatra – Das letzte Lächeln der Pharaonen (1994) - 2005: Das Bibelrätsel (Fernsehdokumentarserie) - 2007: Giganten (Fernsehserie) - Freud – Aufbruch in die Seele (2007) mit Dietmar Schönherr - Luther – Kampf mit dem Teufel (2007) mit Ben Becker - Goethe – Magier der Leidenschaften (2007) mit Rolf Hoppe - 2004–2011: Terra X: Imperium (Fernsehdokumentarserie) - Der Kriegsruf der Indianer (2011) - Das Gold der Piraten (2011) - Der letzte Kampf der Ritter (2011) - Der Fluch des Diamanten (2010) - Das Weltreich der Kalifen (2010) - Kampf um die Weltmacht (2009) - Der Fluch des Goldes (2009) - Flammen über Rom (2008) - Verschwörung im Vatikan (2008) - Duell zwischen Kreuz und Krone (2008) - Kampf um Rom (2004) - 2011: Franz Liszt – Die späten Jahre (Fernsehdokumentation) - 2012: Die Dreigroschenoper (Fernsehdokumentation) mit Ben Becker - 2013: Terra X: Die Geschichte der Schönheit (Fernsehdokumentation) - 2016: Luthers Lieder mit Ben Becker - 2017: Bodenseegeschichten (Fernsehdokumentation) - 2019: Im Bann des Stroms - 2020: Wettstreit der Kathedralen - 2021: Ich sehe dich und mich. Portraitmalerinnen (20) |